# إف سي آيندهوفن
نادي آيندهوفن لكرة القدم (بالهولندية: FC Eindhoven) هو أحد الأندية الهولندية التي تلعب في الدوري الهولندي الدرجة الثانية. تأسس النادي في 16 نوفمبر، 1909.

## وصلات خارجية
- صفحة النادي في موقع كورة